# Dilsen-Stokkem
Dilsen-Stokkem (fr. Dilsen-Stockem) – miasto w Belgii, w Regionie Flamandzkim, w prowincji Limburgia, w okręgu Maaseik. 1 stycznia 2024 liczyło 21 346 mieszkańców. 

## Podział administracyjny
W skład gminy wchodzi pięć dzielnic (deelgemeente):
- Dilsen
- Elen
- Lanklaar
- Rotem
- Stokkem

## Demografia
- Źródła:NIS, :od 1806 do 1981= według spisu; od 1990 liczba ludności w dniu 1 stycznia

1 stycznia 2024 całkowita populacja Dilsen-Stokkem liczyła 21 346 osób. Łączna powierzchnia gminy wynosi 71,67 km², co daje gęstość zaludnienia 324 mieszkańców na km².